# Гаетан Бонг
Гаетан Бонг (фр. Gaëtan Bong, нар. 25 квітня 1988, Сакбаєме) — камерунський та французький футболіст, захисник.
Виступав, зокрема, за клуби «Мец», «Тур» «Валансьєн», «Олімпіакос» (Пірей), «Віган Атлетік», «Брайтон енд Гоув Альбіон» та «Ноттінгем Форест», а також національну збірну Камеруну.
Чемпіон Греції. 

## Клубна кар'єра
Народився 25 квітня 1988 року. Вихованець футбольної школи клубу «Мец».
У дорослому футболі дебютував 2004 року виступами за другу команду «Меца», в якій провів чотири сезони, взявши участь у 51 матчі чемпіонату. З 2006 року залучався до лав основної команди клубу. Відіграв за основну команду з Меца два сезони своєї ігрової кар'єри.
Згодом з 2008 по 2013 рік грав у складі команд клубів «Тур» та «Валансьєн».
До складу клубу «Олімпіакос» приєднався 2013 року. Відтоді встиг відіграти за клуб з Пірея 19 матчів в національному чемпіонаті.

## Виступи за збірні
Протягом 2009–2010 років залучався до складу молодіжної збірної Франції. На молодіжному рівні зіграв в одному офіційному матчі.
У 2010 році дебютував в офіційних матчах у складі національної збірної Камеруну. Наразі провів у формі головної команди країни 13 матчів.
У складі збірної був учасником чемпіонату світу 2010 року у ПАР.
| Дата       | Місто       | Господарі            | Результат | Гості      | Турнір                                   | Голи | Примітки |
| ---------- | ----------- | -------------------- | --------- | ---------- | ---------------------------------------- | ---- | -------- |
| 1-6-2010   | Ковілян     | Португалія           | 3 – 1     | Камерун    | товариський матч                         | -    | 78'      |
| 5-6-2010   | Белград     | Сербія               | 4 – 3     | Камерун    | товариський матч                         | -    | 77'      |
| 24-6-2010  | Кейптаун    | Камерун              | 1 – 2     | Нідерланди | ЧС 2010 - груповий етап                  | -    | 56'      |
| 11-8-2010  | Познань     | Польща               | 0 – 3     | Камерун    | товариський матч                         | -    | 82'      |
| 9-2-2011   | Скоп'є      | Північна Македонія   | 0 – 1     | Камерун    | товариський матч                         | -    |          |
| 4-6-2011   | Гаруа       | Камерун              | 0 – 0     | Сенегал    | Відбір до Кубка африканських націй 2012  | -    |          |
| 3-9-2011   | Яунде       | Камерун              | 5 – 0     | Маврикій   | Відбір до Кубка африканських націй 2012  | -    |          |
| 7-10-2011  | Кіншаса     | ДР Конго             | 2 – 3     | Камерун    | Відбір до Кубка африканських націй 2012  | -    |          |
| 11-10-2011 | Малабо      | Екваторіальна Гвінея | 1 – 1     | Камерун    | товариський матч                         | -    | 46'      |
| 14-11-2012 | Женева      | Албанія              | 0 – 0     | Камерун    | товариський матч                         | -    | 56'      |
| 8-9-2013   | Яунде       | Камерун              | 1 – 0     | Лівія      | Відбір до ЧС 2014                        | -    |          |
| 29-5-2014  | Куфштайн    | Камерун              | 1 – 2     | Парагвай   | товариський матч                         | -    | 31'      |
| 8-9-2018   | Мітсаміулі  | Коморські Острови    | 1 – 1     | Камерун    | Відбір до Кубка африканських націй 2019  | -    | 66'      |
| 16-11-2018 | Касабланка  | Марокко              | 2 – 0     | Камерун    | Відбір до Кубка африканських націй 2019  | -    |          |
| 20-11-2018 | Мілтон-Кінз | Бразилія             | 1 – 0     | Камерун    | товариський матч                         | -    |          |
| 4-6-2019   | Ель-Вакра   | Камерун              | 1 – 1     | Малі       | товариський матч                         | -    | 61'      |
| 29-6-2019  | Ісмаїлія    | Камерун              | 0 – 0     | Гана       | Кубок африканських націй 2019 - 1-й етап | -    | 74'      |
| Усього     |             | Матчів               | 17        |            | Голів                                    | 0    |          |

## Титули і досягнення
- Чемпіон Греції (1):

«Олімпіакос»: 2013–14